# 米田憲三
米田 憲三（よねだ けんぞう、1934年(昭和9年)3月12日 - ）は、日本の歌人、文学者、教育者。富山県歌人連盟名誉会長。1997年、「神苑の森厳寒」で第15回とやま文学賞を受賞。2004年、春の叙勲で瑞宝小綬章を受章。
教職の傍ら作歌を続け、越中万葉や富山県や石川県の郷土文学に関する調査研究に携わる。1962年、戦後歌壇を代表する女性歌人・齋藤史が設立した短歌結社「原型歌人会」にて、歌誌「原型富山」の創刊にかかわり、「原型歌人会」の活動に尽力。
1968年に歌集『海蝕』でデビュー。代表作に歌集『ロシナンテの耳』（2004年、角川書店）、『風を抱く』（2024年、青磁社）、エッセイ集『風の落とし文』（2004年、短歌時代社）などがある。

## 経歴
富山県東砺波郡野尻村柴田屋（現南砺市福野町）に、林久治・そといの三男として生まれる。小学校入学後、母に大歳の市で買ってもらった童話集「かなアンデルセン」と出会い、読書の楽しさを知る。
1941年、野尻村が福野町に合併。12月8日、太平洋戦争突入後、小学校５年生で勤労奉仕に出たり、グラウンドに防空壕を掘り、音楽の授業で田んぼで軍歌を歌う等の経験をし、荒廃の思いの中で小学校の南棟の近思図書館で野口英世や曽我兄弟等の物語に救われる。
1946年、家庭の事情で進学を諦めていた時、長兄が親を説得してくれたことをきっかけに受験を決意。福野農学校（後の富山県立福野農業高等学校、現富山県立南砺福野高等学校農業環境科）農業土木科へ進学。島崎藤村、北原白秋、宮沢賢治、和辻哲郎などの本に夢中になる。国語の授業の際に歌人・国文学者の佐佐木信綱の直弟子の野村玉枝教諭との出会いをきっかけに、短歌を創る楽しみに夢中になる。石川啄木に影響を受ける。
1949年、福野高校普通科へ進学のち、金沢大学教育学部に進学。専門課程で国語・国文学を専攻、国語研究室に所属。金大短歌研究会に入る。
大学卒業後の1955年、短歌研究会で歌誌「アカンサス」を創刊。1956年9月、東山見小学校湯谷分校の産休代員に採用され、いくつかの小学校で教鞭を取る。1958年、中田中学校の教諭となる。この頃、越中万葉や郷土文学に関する調査研究を始める。
1960年３月、結婚し米田に改姓。「短歌時代」の秋季大会にて互選天位を獲得。これを機に「短歌時代」に加入、編集を手伝うようになる。1962年、戦後歌壇を代表する女性歌人・齋藤史が短歌結社「原型歌人会」を設立、歌誌「原型」を創刊。その富山支部と短歌時代のメンバーで歌誌「原型富山」を創刊。
写実主義にとどまらない前衛的な短歌表現に惹かれ、創刊時から参加する。
1968年、第一歌集「海蝕」（原型叢書）を出版。
1971年、「とやま文学の旅」（高瀬重雄監修）の執筆者に選ばれる。1972年、富山県芸術文化協会「藝文とやま」の編集委員となる。
1977年から３年間、富山県歌人連盟の事務局長に就任。
1980年、第二歌集「海と浮標と」を出版。富山県教育センター研究主事、富山県芸術文化協会事務局に派遣され、「とやま文学」を創刊。
1990年、富山県立高岡女子高校（後の富山県立高岡西高等学校）の校長となり、「原型富山」代表となる（2023年まで）。1992年、富山県立砺波高等学校校長に就任。1994年、富山県立山博物館長に就任。
1997年、「神苑の森厳寒」で第15回とやま文学賞を受賞。高岡市万葉歴史館研究員に就任。富山県立高岡西高等学校の校歌を作詞。2001年、歌集「ロシナンテの耳」で原型賞を受賞。2004年、エッセイ集「風の落とし文」（短歌時代社）、第三歌集「ロシナンテの耳」（角川書店）を出版。家庭に仕事、短歌、越中万葉や郷土文学の研究と多忙な日々に追われ、その時々を与えられた場所で精いっぱい生きようとしていた米田について、歌人の齋藤史からは「野球を観客席にいて楽しむのも人生よ。でもバッターボックスに立たなきゃ」と励ましを受けている。春の叙勲で瑞宝小綬章を受章。2005年、高岡市生涯学習センター所長に就任。富山や石川にゆかりのある作家の郷土文学講座「文学の舞台を読む」（テーマは詩人・小説家室生犀星、小説家・泉鏡花、画家・詩人竹久夢二、芥川賞作家・木崎さと子、歌人・与謝野晶子、詩人・小説家・森山啓、歌人・筏井嘉一、作家・木々康子、詩人・方等みゆき等）の講師を担当。
2008年、富山県歌人連盟会長に就任。（2014年まで）。
2023年、富山県芸術文化協会功労表彰。2024年、第四歌集「風を抱く」（青磁社）、「原型富山」の巻頭言や齋藤史の作品鑑賞、講演録などをまとめた評論集「灯をつなぐ」（原形富山歌人会）刊行。

## 著作一覧
- 第一歌集『海蝕』（1968年、原型叢書）[6]。
- 第二歌集『海と浮標と』（1980年）[6]。
- 第三歌集『ロシナンテの耳』（2004年、角川書店）[6]。
- エッセイ集『風の落とし文』（2004年、短歌時代社）[6]。
- 評論集『灯をつなぐ』（2024年、原形富山歌人会）[6]。
- 第四歌集『風を抱く』（2024年、青磁社）[6]。

## 代表歌
- リラ今朝をむらさき淡く咲かす窓少女声あげて「桐壺」を読む （『ロシナンテの耳』）[17]。
- 夏盛るキャンパス風にのりてくる少女らの歌天より降れる （『ロシナンテの耳』）[17]。
- 雨季の鬱払いて今朝もひらき継ぐ沙羅の小花に風あり　微か（『風を抱く』）[6]。
- 二上山を闇に幾たび浮き立たす稲妻　術後をい寝られずにおり（『風を抱く』）[6]。
- この世ならぬ青きひかりの天空を漂うようなひとときを航く（『風を抱く』）[6]。
- テレビが映す遠き戦火をもみ消して打ち上げ花火闇を震わす（『風を抱く』）[6]。